# Snow Bros 2
Snow Bros. 2: With New Elves è un videogioco a piattaforme arcade sviluppato nel 1994 da Toaplan e pubblicato da Hanafram l'anno successivo. Rappresenta il seguito del popolare Snow Bros.. In Giappone il gioco è noto come Otenki Paradise: Snow Bros. 2.

## Modalità di gioco
L'obiettivo del gioco è di aiutare uno dei quattro eroi Nick, Bobby, Roy o Richard a salvare la Principessa Pudding tenuta in ostaggio da Attsu il Grande, fratello minore del Re Artich del Snow Bros. originale.
Il gioco si svolge in sei diverse ambientazioni (stage). Gli stage 1, 2, 4 e 5 sono composti da 5 livelli a schermata fissa a cui va aggiunto un ulteriore livello per il boss. Per terminare un livello è necessario eliminare tutti i mostriciattoli che lo infestano utilizzando le specifiche armi che ognuno dei personaggi ha a disposizione:
- Nick The Snow Kid intrappola i nemici in palle di neve
- Bobby The Thunder Kid intrappola i nemici in una nuvola elettrica
- Roy The Rain Kid ingabbia i nemici in una bolla d'acqua
- Richard The Wind Kid usa turbini d'aria

Una volta intrappolati, i nemici vanno eliminati spingendoli lungo i ripiani che compongono il livello fino ad infrangerli contro le pareti. Ogni altro mostriciattolo che viene colpito da questi oggetti vaganti si trasforma in una pietanza (se ne trovano anche italiane, per esempio la pizza o gli spaghetti) o, talvolta, in drink di diverso colore che aggiungono ulteriori potenzialità agli eroi:
- drink rosso: aumenta la velocità del personaggio
- drink giallo: aumenta la gittata dell'arma
- drink blu: aumenta la potenza dell'arma, consentendo di imprigionare i nemici in meno tempo

L'apparizione di un trofeo giallo permette all'eroe di gonfiarsi come un pallone e fluttuare per tutto lo schermo, eliminando gli antagonisti al solo contatto.
Se si consuma troppo tempo in uno stesso livello, appare un sole invulnerabile chiamato Sunshine che inseguirà l'eroe e evocherà fantasmi chiamati Specter fino a fargli perdere la vita.
Gli stage 3 e 6 sono composti da un'unica grande schermata che scorre verticalmente. Nel gioco queste ambientazioni sono rappresentate da torri. Per superare questi stage non è necessario eliminare gli ostacoli presenti, ma è sufficiente arrivare in cima alla torre e, nel solo caso dello stage 6, sconfiggere il boss finale.

## Punteggi e bonus
- Si ottengono punti raccogliendo il cibo lasciato dai nemici eliminati o quando si colpisce un nemico non ancora intrappolato
- Se si riesce ad eliminare tutti i nemici di un livello lanciando una sola palla, dall'alto cadranno delle tessere da 10.000 punti l'una
- Colpendo i forzieri invisibili che sono nascosti in alcuni livelli si ottengono 30.000 punti

In base alle impostazioni si possono ottenere ulteriori vite al raggiungimento di un certo numero di punti. Un altro modo è quello di formare la parola 'EXTRA' raccogliendo le lettere che alcuni mostriciattoli portano appresso.

## Impostazioni
Il gioco consente di modificare alcune impostazioni:
- Il numero delle vite può variare da 1 a 4 (generalmente è 3)
- Si possono impostare 4 livelli di difficoltà: facile, normale, difficile e molto difficile
- Invulnerabilità su On consente di essere colpiti senza perdere vite
- Il numero massimo di giocatori in contemporanea può essere da 2 a 4

## Sequel
- Snow Bros. Nick & Tom Special (2022)[1]
- Snow Bros. Wonderland (4 novembre 2024) di genere 3D, spinoff.[2]

Non ufficiale
Snow Brothers 3 - Magical Adventure, non è un seguito ufficiale, bensì un bootleg del primo Snow Bros. con varianti soprattutto estetiche; ad esempio i protagonisti sono vestiti da calciatori e al posto di palle di neve creano enormi palloni da calcio. Venne prodotto dall'azienda messicana Syrmex nel 2002.